# مائون کوروساکی
مائون کوروساکی ((به ژاپنی: 黒崎 真音 Maon Kurosaki); ۱۳ ژانویهٔ ۱۹۸۸ – ۱۶ فوریهٔ ۲۰۲۳) خواننده-ترانه‌پرداز، و خواننده اهل ژاپن بود. وی بین سال‌های ۲۰۰۸ تا ۲۰۲۳ میلادی فعالیت می‌کرد.